# (386723) 2009 YE7
(386723) 2009 YE7 est un objet transneptunien ayant un diamètre estimé au maximum à 600 km, qui fut découvert le 17 décembre 2009 par David Rabinowitz à l'observatoire de La Silla au Chili. Il ferait partie de la famille de Hauméa.